# Frédérique Lantieri
Pour les articles homonymes, voir Lantieri.
Frédérique Lantieri, née le 18 mars 1960 à Tripoli au Royaume de Libye, est une journaliste judiciaire et animatrice de télévision française.

## Biographie
Issue d'une famille de pieds-noirs venue d'Algérie, Frédérique Lantieri est née à Tripoli en Libye en 1960.

## Parcours professionnels
Elle a été journaliste de presse judiciaire pendant quinze ans au Quotidien de Paris, à L'Événement du jeudi. Elle fut rédactrice en chef de La Marche du siècle, rédactrice en chef à l'agence CAPA et journaliste de l'émission Envoyé spécial. Elle succède à Christophe Hondelatte en octobre 2011 à la présentation de  Faites entrer l'accusé sur France 2.
Début 2020, avec le changement de diffuseur de Faites entrer l'accusé qui est désormais sur RMC Story, Frédérique Lantieri est écartée de la présentation de l'émission. Tout comme Christophe Hondelatte, elle s'est déclarée profondément déçue par la disparition de l'émission au sein du service public et s'inquiète de l'avenir du programme. Elle ne souhaite toutefois pas faire valoir son droit de véto pour empêcher l'émission de quitter le service public.

## Filmographie
- 2013 : Ça ne peut pas continuer comme ça de Dominique Cabrera (TV)

## Distinctions
- 2023 : Sélection officielle au Festival du documentaire sur la Justice